# Archivo Arkhé
O Archivo Arkhé, fundado originalmente o 23 de junho de 2016 em Bogotá (Colômbia) e estabelecido em Madri (Espanha) desde 2022, é uma instituição sem ânimo de lucro dedicada ao resgate de livros e documentos relacionados com o campo da arte latinoamericana. É binacional: conta com sedes em Madri (Espanha) e Bogotá (Colômbia): em Espanha é conhecida como Asociación Archivo Arkhé, e em Colômbia como Fundación Archivo Arkhé. Sua missão é o resgate das fontes primárias para a escritura da história da arte latinoamericana.

## Coleccções
A colecção de Arkhé divide-se em dois grandes acervos: (1) "arte latinoamericana" e (2) "arquivo queer". O acervo "arte latinoamericana" se subdivide em três colecções: (a) "viajantes, território e paisagem", (b) "vanguardia e redes intelectuais" e (c) "arte colombiana". A instituição resguarda um total aproximado de uns 80.000 itens entre livros, revistas, folletos, afiches, panfletos, convites, manuscritos, fotografias, gravados, desenhos e acuarelas.
A colecção "arte colombiana" está conformada pelos arquivos dos críticos de arte Álvaro Medina, Germán Rubiano Caballero e Camilo Calderón Schrader (parcialmente), e pelos arquivos fotográficos de Solón Wilches, presidente do Estado Soberano de Santander no século XIX, e de Jorge Ortiz, fotógrafo antioqueño, entre outros. Esta colecção inclui praticamente todos os livros, folletos e revistas de arte publicados em Colômbia desde o século XIX . A colecção "viajantes, território e paisagem" conta com para perto de 1000 livros, acuarelas e fotografias latinoamericanas dos séculos XIX ao XX. Por sua vez, "vanguardia e redes intelectuais" inclui revistas, manifiestos e primeiras edições das vanguardias européias e latinoamericanas.
O Archivo Queer, um dos dois grandes acervos, está dedicado a reconstruir a história LGBTI, com especial ênfase nos países do chamado "sul global", bem como o activismo e suas cruzes estéticos e poéticos. Actualmente, este é o acervo com maior crescimento, ao incluir quase uma centena de arquivos de ativistas, artistas, transformistas e movimentos sociais, com umas 30.000 fotografias vernáculas (sobre papel, datadas entre 1862 e 2015), umas 3.000 fotografias digitais, para perto de 30 filmaciones, o arquivo pessoal do ativista gay León Zuleta (assassinado em Medellín em 1993 e fundador do Movimento de Libertação Homossexual), e uma ampla biblioteca e hemeroteca com uns 15.000 livros e 7.000 números de revistas.